# Ingar
Ingar (ros. Ингарь) – wieś (sieło) w Rosji, w obwodzie iwanowskim, w rejonie priwołżskim. W 2010 liczyła 1118 mieszkańców.